# Кузі-Тешуб
Кузі-Тешуб (Кузі-Тешшуб, Кунзі-Тессуп) (*д/н — бл. 1150 до н. е.) — цар міста-держави Каркемиш у 1190—1150 роках до н. е.

## Життєпис
Походив з Хетської династії. Син царя Тальма-Тешуба. Посів трон близько 1190 року до н. е. Протягом 10 років боровся проти «народів моря». Про перебіг запеклої боротьби нічого невідомо, проте ймовірно, певний час мусив сплачувати їм данину.
Зрештою у 1180 року до н. е., коли Хетська держава остаточно занепала, Кузі-Тешуб, що вважав себе спадкоємцем хетських володарів, прийняв титул великого царя (руба'ум рабі'ум). Навіть його держава скрізь стала позначатися як «країна Хатті». Разом з тим його стосунки з державою Палістін до кінця не зрозумілі. Втім з огляду на збереження її потуги, про що свідчать походи проти Кадеша, фінікійців, Мегіддо, напевне Кузі-Тешуб продовжував сплачувати палістінським царям данину. Водночас відбуваються конфлікти з Вавилонським царством, про що свідчить захоплення та плюндрування міста Емар царем Мелі-Шипаке.
Слабкість ассирійців і хетів дозволило почати наступ на північ і захід. Зумів підкорити державу Камману, де посадив на трон свого сина Пугнусамілі I. Також визнали зверхність Каркемиша держави Гургум, Ку'е, Куммух, Сам'ал.
Помер близько 1150 року до н. е. Трон спадкував син Іні-Тешуб II.